# Giovanni del Biondo

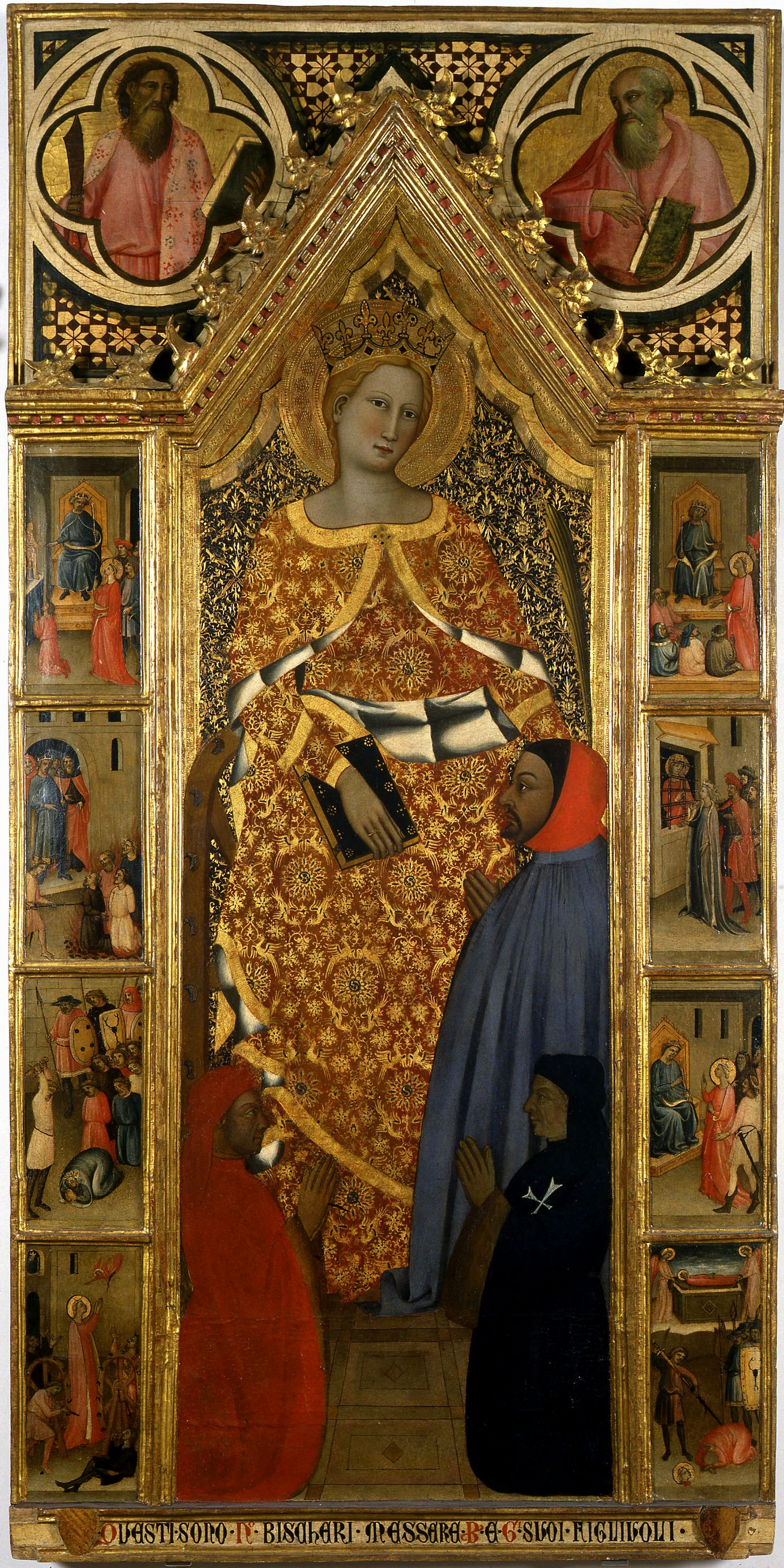
Sainte Catherine d'Alexandrie
au Museo dell'Opera del Duomo (avec ajouts de Giovanni dal Ponte du XVe siècle).

Giovanni del Biondo (Pratovecchio, ~1356 - ~1398) est un peintre de l'école florentine du gothique tardif, dont la plus grande partie des œuvres est conservée en Toscane.
Il est principalement connu pour ses peintures sur panneaux et s'est spécialisé dans les œuvres à thème religieux, dont beaucoup ont survécu.

## Biographie

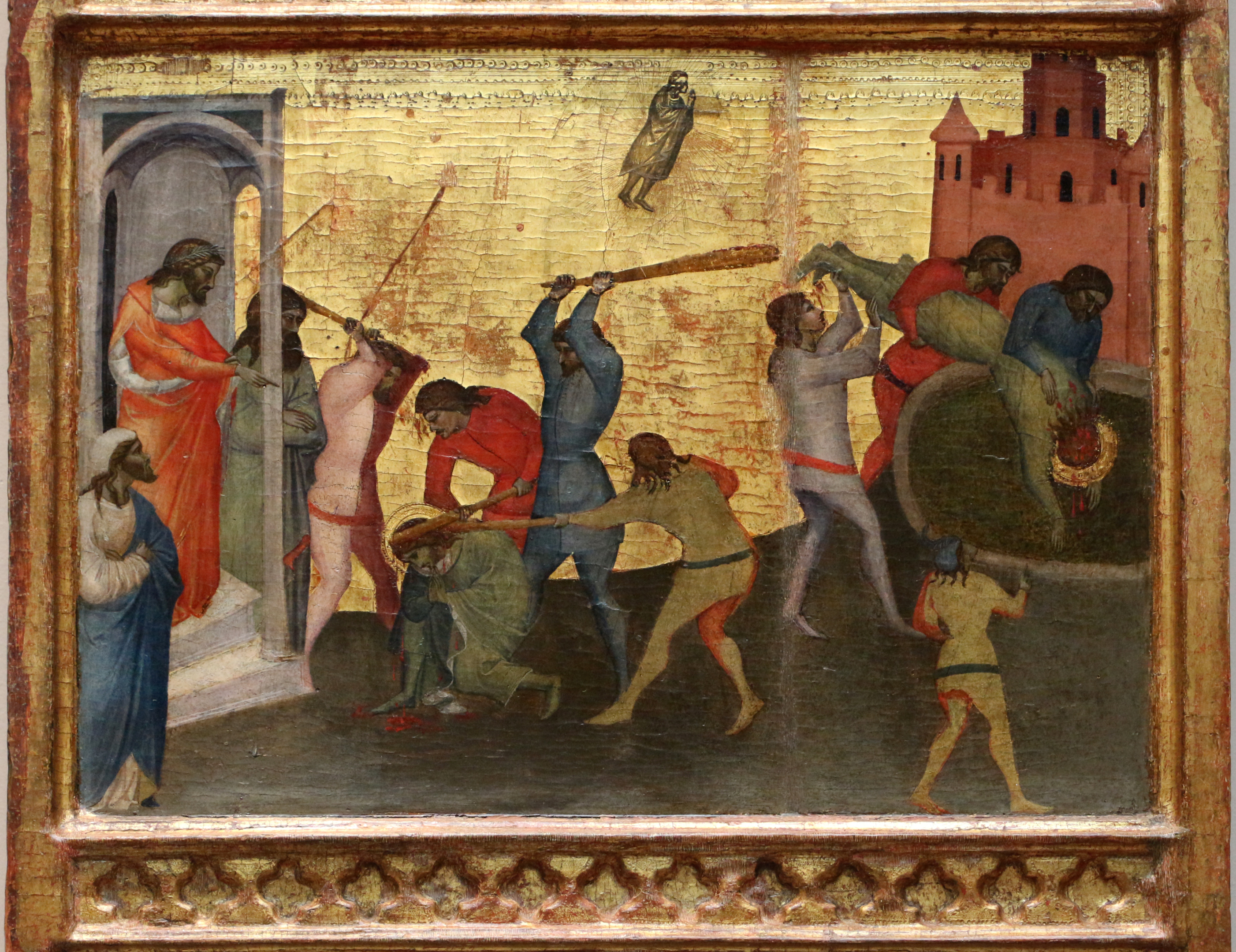
Triptyque de saint Sébastien.

Connu d'environ 1356 à 1398. Il est originaire du Casentino. D'après les registres fiscaux, Giovanni del Biondo a vécu et prospéré à Florence où il est mort en 1399.
Il s'est probablement formé à l'atelier d'Andrea Orcagna dans la chapelle Strozzi de la basilique  Santa Maria Novella et a été élève de Taddeo Gaddi. Il peint quelques fresques avec Nardo di Cione en 1356, puis devient autonome vers 1360. Ces œuvres portent clairement la marque de l'influence du style de Giotto.
Plus tard, il commence à faire des peintures à la détrempe sur panneau. Ces œuvres montrent souvent l'influence d'Ambrogio Lorenzetti, Andrea di Cione, Jacopo di Cione et Bernardo Daddi. Presque toutes les peintures de Biondo représentent des sujets religieux et font à l'origine partie de retables polyptyques de grande format.
Ses premières œuvres sont des compositions simples aux couleurs vives et manquent généralement de profondeur dimensionnelle. Peu à peu, ses personnages ont plus d'ornementation et de détails, et prennent une apparence plus naturaliste. Ils deviennent également plus spontanés dans leurs arrangements. Dans ses peintures ultérieures, Biondo accorde plus d'attention aux détails du premier plan et de l'arrière-plan dans sa composition. Il crée un plus grand sentiment de profondeur, mais ses figures deviennent plus formelles et plus dures. Il développe son propre style, caractérisé par des formes massives, des schémas iconographiques archaïques, une forte caractérisation physionomique et un chromatisme brillant.
Dans la dernière partie de sa vie, la composition picturale présente une présence accentuée de personnages fortement identifiés, tandis que le canal pictural est affaibli et fatigué. L'utilisation d'assistants avec différents niveaux de compétence dans sa dernière période conduit à une certaine perte de qualité.
Les particularités de son style incluent des proportions capricieuses, des traits pointus et hérissés et un sens aigu du dessin. Il ne reste que deux retables qui portent sa signature. En raison de son style distinctif, il a été possible de lui attribuer en toute confiance un nombre important d'œuvres.
Giovanni del Biondo est reconnu pour avoir introduit quelques « nouveautés du gothique international »  à Florence.

## Œuvres

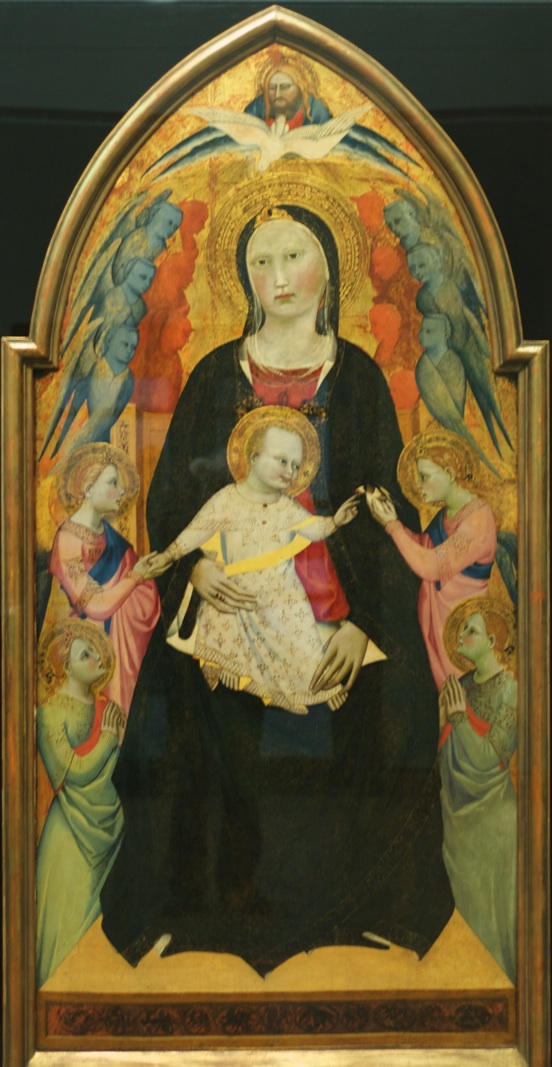
Vierge et Enfant en majesté entourés de Dieu le Père, du Saint-Esprit et d'anges, musée des beaux-arts de Montréal.

Par manque de preuves formelles, seulement quelques œuvres lui sont attribuées : 
- Au musée de l'Œuvre du Duomo, 
  - la partie centrale du triptyque du Martyre de saint Sébastien,
  - la peinture Histoire de San Donnino, située dans l'église de Sant'Andrea à Brozzi (un hameau de Campi Bisenzio),
  - avec le Sant'Andrea in trono, à San Casciano in Val di Pesa, qui lui est attribué  et aussi à Agnolo Gaddi.
- Histoires de la vie de saint Jean Gualbert, musée de l'Œuvre de Santa Croce, Florence.
- San Girolamo, musée national d'Altenbourg.
- Eterno benedicente e Cristo nel sepolcro, San Giovanni Valdarno.
- Saint Étienne (vers 1365), tempera et feuilles d'or sur panneau, 43,5 × 25,5 cm, Maastricht, musée des Bons-Enfants (prêt à long terme Instituut Collectie Nederland)[5].
- Saint Jean Baptiste avec dix épisodes de sa vie (1365), palais Pitti, Florence[6].
- Madonna con Bambino (1387), église San Felice à Ema, un bourg à la périphérie de Florence.
- Allegoria dei vizi, musée des Offices, Florence.
- San Giovanni Evangelista in trono (1380-1385) Galleria dell'Accademia de Florence.
- Annunciazione (1380–1385~) Galleria dell'Accademia de Florence.
- Vierge de l'Apocalypse avec saints et anges, peinture sur bois, 75,4 × 43,4 cm, musées du Vatican, Rome (faisait partie jadis des collections Seroux d'Agincourt).
- Vita di San Francesco, di San Pietro e di San Paolo (1360), Castelfiorentino
- Madonna col Bambino (1392), église  San Francesco de Figline Valdarno.
- Vierge et Enfant en majesté entourés de Dieu le Père, du Saint-Esprit et d'anges, partie de triptyque, musée des beaux-arts de Montréal

Il existe deux modèles du style de peinture de Giovanni del Biondo au Musée des beaux-arts de l'Ontario à Toronto (Vision de saint Benoit, Saint Benoit ressuscite un moine). Il y a aussi un exemple de l'excellence du style de Giovanni Dei Biondo au Memorial Art Gallery de l'Université de Rochester (Vierge avec Dieu le Père).